# Hey Monday
Gli Hey Monday sono un gruppo musicale rock statunitense originario di West Palm Beach (Florida) e formatosi nel 2008.

## Storia del gruppo
La band si è fondata nel marzo 2008 per iniziativa di Cassadee Pope e Mike Gentile. Il primo album è stato pubblicato nell'ottobre 2008 ed è Hold On Tight (Columbia Records). Anticipato dal singolo Homecoming, il disco è stato prodotto da S*A*M & Sluggo.
Nell'agosto 2010 il gruppo ha pubblicato l'EP Beneath It All, che contiene il singolo I Don't Wanna Dance.
Nel febbraio 2011 è uscito un altro EP, Candles, seguito da The Chistmas EP, uscito nel dicembre dello stesso anno.
Il gruppo si è esibito dal vivo accompagnando band del calibro di Fall Out Boy, All Time Low, Yellowcard e We the Kings.
Nel 2011 la band si è sciolta in maniera non ufficiale e definitiva. Cassadee Pope ha intrapreso la carriera solista cambiando genere e diventando un'artista country pop. Ha vinto la terza edizione di The Voice US nel 2012.

## Formazione
- Cassadee Pope - voce, chitarra, violino (2008-2011)
- Mike Gentile - chitarra (2008-2011)
- Alex Lipshaw - chitarra, cori (2008-2011)
- Chris Gentile - basso (2010-2011)
- Patrick McKenzie - batteria, percussioni (2010-2011)

Ex membri
- Elliot James - batteria, percussioni (2008-2009)
- Michael Moriarty - basso, cori (2008-2010)

## Discografia
Album in studio
- 2008 - Hold On Tight

EP
- 2010 - Beneath It All
- 2011 - Candles
- 2011 - The Christmas EP